# Leul Gebresilase
Leul Gebresilase (20 de sepiembre de 1992) es un deportista etíope que compite en atletismo. Ganó una medalla de bronce en el Campeonato Mundial de Atletismo de 2023, en la prueba de maratón.

## Palmarés internacional
| Campeonato Mundial | Campeonato Mundial | Campeonato Mundial | Campeonato Mundial |
| Año                | Lugar              | Medalla            | Prueba             |
| ------------------ | ------------------ | ------------------ | ------------------ |
| 2023               | Budapest (Hungría) | Medalla de bronce  | Maratón            |